# Aleksy Dembowski
Aleksy Dembowski herbu Jelita (ur. 1762 w Warszawie) – pułkownik milicji municypalnej w insurekcji kościuszkowskiej, komisarz cywilno-wojskowy, plenipotent wydziału łęczyckiego, członek Zgromadzenia Przyjaciół Konstytucji Rządowej.